# Astheim (Trebur)
Astheim ist ein Ortsteil der Gemeinde Trebur im südhessischen Kreis Groß-Gerau.

## Geographische Lage
Astheim liegt im Rhein-Main-Gebiet, etwa 7,5 km westlich von Groß-Gerau. Die Entfernung zu den Städten Mainz, Wiesbaden, Frankfurt am Main und Darmstadt beträgt etwa 20 bis 30 Kilometer. Es liegt 86 m über NN.

## Geschichte

### Ur- und Frühgeschichte
Archäologische Funde aus der Gemarkung des Ortes reichen bis in die Altsteinzeit zurück. 2003 führte die Abteilung Archäologie und Geschichte der römischen Provinzen (heute: Institut für Archäologische Wissenschaften) der Johann Wolfgang Goethe-Universität Frankfurt am Main im Norden der Gemarkung Astheim eine archäologische Ausgrabung durch. Freigelegt wurden die Überreste eines römischen Burgus nahe der Schwarzbachmündung in den Rhein, ferner alamannische und fränkische Gräber. Die Funde und Befunde insgesamt ließen sich auf einen Zeitraum von der Mitte des 1. Jahrhunderts bis ins 7. Jahrhundert datieren und weisen eine Besiedlung der Gemarkung Astheim in dieser Zeit nach.

### Mittelalter

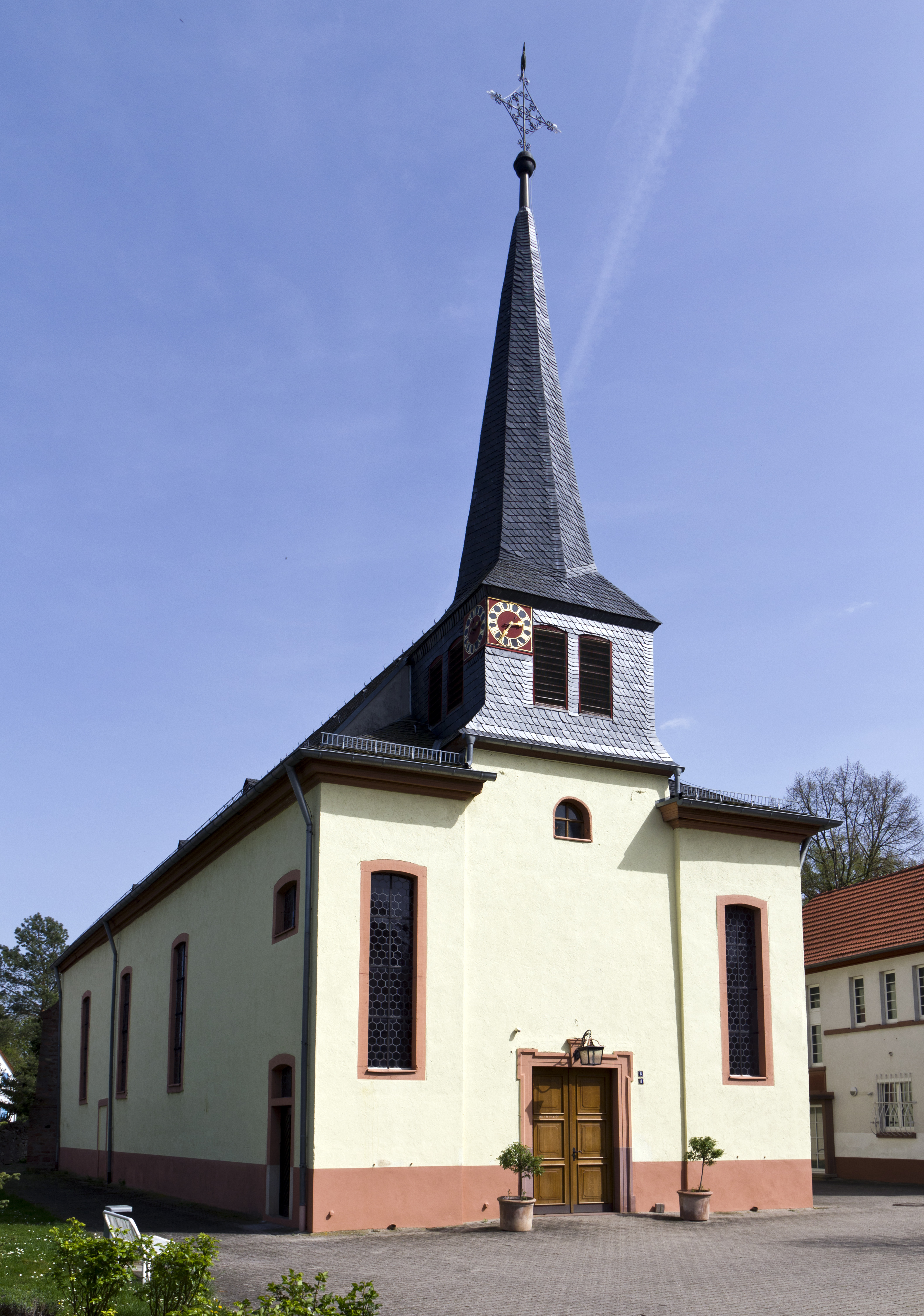
Römisch-katholische Pfarrkirche St. Petrus in Ketten

Das Bestehen des Ortes ist unter dem Namen Askemuntesheim seit 830 – 850 im Lorscher Codex als Besitz des Klosters Lorsch auch urkundlich belegt. Astheim wird in den folgenden Jahrhunderten unter anderem mit den Ortsnamen Astehem (1099), Astheim (1239), Astheym (1331), Astumb (1579), Astum (1647) und Astheim (1675) bezeichnet.
Im 12. Jahrhundert befand sich Grundbesitz bei St. Maria ad Gradus, weiterer Grundbesitz seit 1282 im Besitz des Klarissen-Klosters Reichklara, beide in Mainz.
Im ausgehenden Mittelalter lag die Landeshoheit über das Dorf gemeinsam bei Kurmainz und den Herren und Grafen von Hanau. In Kurmainz zählte es zum Unteren Erzstift und unter den Ämtern des Domkapitels zum Domdechaneiamt in Mainz.
1486 kaufte Landgraf Wilhelm I. von Hessen 100 Morgen Äcker in Astheim, Bauschheim und Trebur. Die daraus gebildete Domäne umfasste ca. 100 Morgen Äcker und 35 „Gemansmat“ Wiesen. Sie ging 1579 durch Tausch an den Erzbischof von Mainz über.

### Frühe Neuzeit
1527 tauschte Graf Philipp III. von Hanau-Lichtenberg seine Rechte in Astheim und andere Rechte mit Kurfürst Ludwig V. von der Pfalz gegen die Hälfte des Dorfes Altheim, das dem Hanauer Amt Babenhausen zugeordnet wird. Nach anderer Quelle erhielt Graf Philipp III. in diesem Jahr Astheim als Lehen des Klosters „Camberg“ – gemeint ist wohl das Kloster Comburg.
Die Mainzer Propstei St. Jakobsberg und das dortige Stift St. Maria ad Gradus hatten seit 1571 den großen Zehnten inne. Der Landgraf von Hessen erhielt den Zehnten von sieben Morgen Äckern.
1745 umfasste die Gemarkung 2180 Morgen. Davon gehören dem Domdechant 488 Morgen, Reichklara 369 Morgen, St. Jakobsberg 46 Morgen und der Pfarrei 43 Morgen. 1781 ergriff die Universität Mainz Besitz von den Gütern der aufgehobenen Klöster Altmünster, Reichklara und Kartause. 1782 nahm die Landgrafschaft Hessen-Darmstadt Besitz von dem Klostergut.

### Neuzeit
Nach der Säkularisation wurde Astheim dem Großherzogtum Hessen zugeschlagen. Dort gehörte es bis 1820 zum Amt Rüsselsheim, das ab 1816 zur Provinz Starkenburg gehörte. 1821 wurden im Großherzogtum Landratsbezirke eingeführt und Astheim dem Landratsbezirk Dornberg zugeteilt.
Die Statistisch-topographisch-historische Beschreibung des Großherzogthums Hessen berichtet 1829 über Astheim:

„Astheim (L. Bez. Dornberg) kath. Pfarrdorf; liegt an dem Schwarzbach 1 3⁄4 St. von Dornberg, ganz nahe bei Trebur, und hat 112 Häuser und 787 Einw., die bis auf 10 Luth. 1 Reform. und 15 Juden. alle katholisch sind. Der Ort, in welchem das Kloster Lorsch begütert war, kommt früher unter dem Namen Askemuntesheim vor. Das Patronat besassen noch 1307 das Kloster Kamberg (Würzburger Diöcese) und das Liebfrauenstift zu Mainz; das erstere Antheil kam nachher an das Kloster auf dem Jacobsberg zu Mainz. Die Vogtei, Atzung und Beede hatten, 1467, Graf Philipp von Katzenellenbogen und Graf Philipp zu Hanau in Gemeinschaft. Im Jahr 1486 kaufte Landgraf Wilhelm der Jüngere Peter von Fürstenbergs Güter, wozu auch 1⁄4 am Gericht des Orts gehörte, um 1300 fl. Aber 1579 überließ Hessen alle hohe und niedere Obrigkeit über Astheim, so wie über Dudenhofen, an Churmainz, gegen die mainzischen Rechte und Gefälle in Stockstadt und Wolfskehlen. Im Jahr 1802 kam der Ort von Mainz an Hessen.“

1832 wurden die Einheiten ein weiteres Mal vergrößert und es wurden Kreise geschaffen. Dadurch gelangte Astheim in den Kreis Groß-Gerau. Die Provinzen, die Kreise und die Landratsbezirke des Großherzogtums wurden am 31. Juli 1848 abgeschafft und durch Regierungsbezirke ersetzt, was jedoch bereits am 12. Mai 1852 wieder rückgängig gemacht wurde. Dadurch gehörte Astheim zwischen 1848 und 1852 zum Regierungsbezirk Darmstadt, bevor wieder der Kreis Groß-Gerau für die übergeordnete Verwaltung zuständig wurde. Dort verblieb der Ort durch alle weiteren Verwaltungsreformen bis heute. Die zuständige Gerichtsbarkeit war während der Zugehörigkeit zu Hessen, von 1821 bis 1879 das Landgericht Großgerau und ist seit 1879 das daraus hervorgegangene Amtsgericht Groß-Gerau.
Im Zuge der Gebietsreform in Hessen wurden am 1. Januar 1977 die Gemeinden Astheim, Geinsheim, Hessenaue und Trebur durch das Gesetz zur Neugliederung des Landkreises Groß-Gerau zu einer Gemeinde mit dem Namen Trebur zusammengeschlossen. Ortsbezirke nach der Hessischen Gemeindeordnung wurden nicht errichtet.

### Verwaltungsgeschichte im Überblick
Die folgende Liste zeigt die Staaten und Verwaltungseinheiten, denen Astheim angehört(e):
- vor 1803: Heiliges Römisches Reich, Kurfürstentum Mainz, Unteres Erzstift, Ämter des Domkapitels zu Mainz, Domdechaneiamt in Mainz
- ab 1803: Heiliges Römisches Reich, Landgrafschaft Hessen-Darmstadt, Fürstentum Starkenburg, Amt Rüsselsheim
- ab 1806: Großherzogtum Hessen,[Anm. 2] Fürstentum Starkenburg, Amt Rüsselsheim[10]
- ab 1815: Großherzogtum Hessen, Provinz Starkenburg, Amt Rüsselsheim
- ab 1821: Großherzogtum Hessen, Provinz Starkenburg, Landratsbezirk Dornberg[Anm. 3]
- ab 1832: Großherzogtum Hessen, Provinz Starkenburg, Kreis Groß-Gerau
- ab 1848: Großherzogtum Hessen, Regierungsbezirk Darmstadt
- ab 1852: Großherzogtum Hessen, Provinz Starkenburg, Kreis Groß-Gerau
- ab 1871: Deutsches Reich, Großherzogtum Hessen, Provinz Starkenburg, Kreis Groß-Gerau
- ab 1918: Deutsches Reich, Volksstaat Hessen, Provinz Starkenburg, Kreis Groß-Gerau
- ab 1938: Deutsches Reich, Volksstaat Hessen, Landkreis Groß-Gerau[11][Anm. 4]
- ab 1945: Deutsches Reich, Amerikanische Besatzungszone,[Anm. 5] Groß-Hessen, Regierungsbezirk Darmstadt, Kreis Groß-Gerau
- ab 1946: Deutsches Reich, Amerikanische Besatzungszone, Hessen, Regierungsbezirk Darmstadt, Kreis Groß-Gerau
- ab 1949: Bundesrepublik Deutschland, Hessen, Regierungsbezirk Darmstadt, Kreis Groß-Gerau
- ab 1977: Bundesrepublik Deutschland, Hessen, Regierungsbezirk Darmstadt, Kreis Groß-Gerau, Gemeinde Trebur

## Bevölkerung

### Einwohnerstruktur 2011
Nach den Erhebungen des Zensus 2011 lebten am Stichtag dem 9. Mai 2011 in Astheim 2883 Einwohner. Darunter waren 102 (3,5 %) Ausländer.
Nach dem Lebensalter waren 456 Einwohner unter 18 Jahren, 1245 zwischen 18 und 49, 625 zwischen 50 und 64 und 555 Einwohner waren älter. Die Einwohner lebten in 1290 Haushalten. Davon waren 417 Singlehaushalte, 402 Paare ohne Kinder und 378 Paare mit Kindern, sowie 81 Alleinerziehende und 15 Wohngemeinschaften. In 246 Haushalten lebten ausschließlich Senioren und in 903 Haushaltungen lebten keine Senioren.

### Einwohnerentwicklung
| • 1806: | 643 Einwohner, 109 Häuser |
| • 1829: | 787 Einwohner, 112 Häuser |
| • 1867: | 967 Einwohner, 154 Häuser |

| Astheim: Einwohnerzahlen von 1806 bis 2015 | Astheim: Einwohnerzahlen von 1806 bis 2015 | Astheim: Einwohnerzahlen von 1806 bis 2015 | Astheim: Einwohnerzahlen von 1806 bis 2015 | Astheim: Einwohnerzahlen von 1806 bis 2015 |
| --- | ------------------------------------------ | ------------------------------------------ | ------------------------------------------ | ------------------------------------------ |
| Jahr |                                            |                                            |                                            | Einwohner                                  |
| 1806 | 1806                                       |                                            | 643                                        | 643                                        |
| 1829 | 1829                                       |                                            | 787                                        | 787                                        |
| 1834 | 1834                                       |                                            | 839                                        | 839                                        |
| 1840 | 1840                                       |                                            | 874                                        | 874                                        |
| 1846 | 1846                                       |                                            | 970                                        | 970                                        |
| 1852 | 1852                                       |                                            | 915                                        | 915                                        |
| 1858 | 1858                                       |                                            | 970                                        | 970                                        |
| 1864 | 1864                                       |                                            | 960                                        | 960                                        |
| 1871 | 1871                                       |                                            | 955                                        | 955                                        |
| 1875 | 1875                                       |                                            | 907                                        | 907                                        |
| 1885 | 1885                                       |                                            | 832                                        | 832                                        |
| 1895 | 1895                                       |                                            | 806                                        | 806                                        |
| 1905 | 1905                                       |                                            | 858                                        | 858                                        |
| 1910 | 1910                                       |                                            | 848                                        | 848                                        |
| 1925 | 1925                                       |                                            | 937                                        | 937                                        |
| 1939 | 1939                                       |                                            | 1.067                                      | 1.067                                      |
| 1946 | 1946                                       |                                            | 1.291                                      | 1.291                                      |
| 1950 | 1950                                       |                                            | 1.349                                      | 1.349                                      |
| 1956 | 1956                                       |                                            | 1.359                                      | 1.359                                      |
| 1961 | 1961                                       |                                            | 1.439                                      | 1.439                                      |
| 1967 | 1967                                       |                                            | 1.893                                      | 1.893                                      |
| 1970 | 1970                                       |                                            | 2.206                                      | 2.206                                      |
| 1980 | 1980                                       |                                            | ?                                          | ?                                          |
| 1990 | 1990                                       |                                            | ?                                          | ?                                          |
| 2000 | 2000                                       |                                            | ?                                          | ?                                          |
| 2011 | 2011                                       |                                            | 2.883                                      | 2.883                                      |
| 2015 | 2015                                       |                                            | 2.863                                      | 2.863                                      |
| Datenquelle: Historisches Gemeindeverzeichnis für Hessen: Die Bevölkerung der Gemeinden 1834 bis 1967. Wiesbaden: Hessisches Statistisches Landesamt, 1968. Weitere Quellen: LAGIS; Zensus 2011 2015: Gemeinde Trebur |                                            |                                            |                                            |                                            |

## Religion

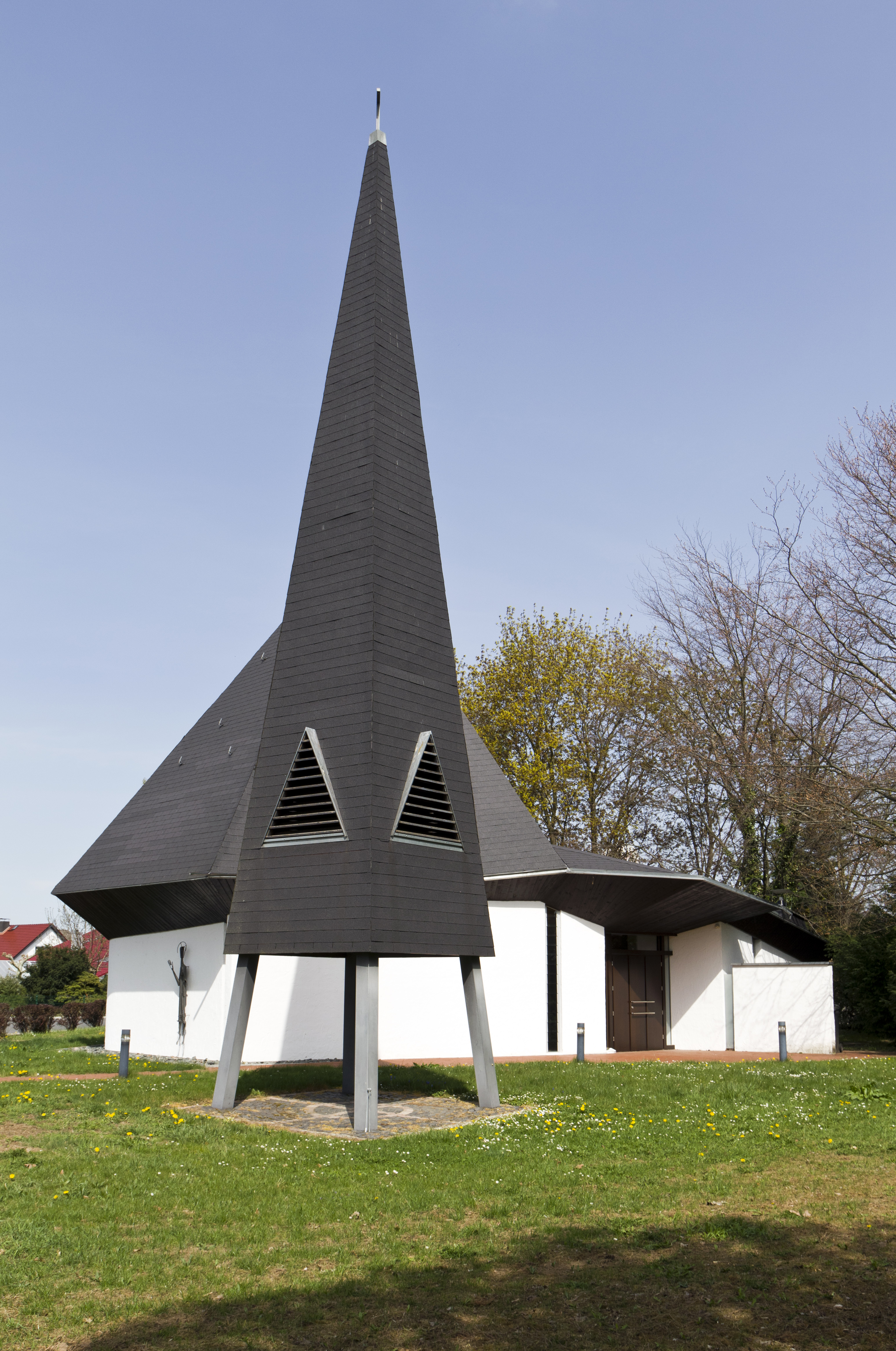
Martin-Luther-Kirche

In der ersten Hälfte des 12. Jahrhunderts wird eine Kirche erwähnt, deren Patronat zu einem Viertel bei der Kirche St. Maria ad Gradus in Mainz lag. 1302 ist von einer Pfarrkirche die Rede, deren Patronat sich die Kirche St. Maria ad Gradus in Mainz und das Kloster Comburg teilen. Patron der Pfarrkirche ist St. Peter ad Vincula. Die Propstei Jakobsberg und das Stift St. Maria ad Gradus, beide in Mainz, hatten seit 1463 abwechselnd das Patronatsrecht. Die Kirche wird von der römisch-katholischen Kirchengemeinde genutzt und ist eines der bedeutendsten Kulturdenkmäler der Astheimer Geschichte.
Die evangelische Kirche ist die Martin-Luther-Kirche.
Historische Religionszugehörigkeit
| • 1829: | 10 lutheranische (= 1,27 %), einen reformierten (= 0,13 %), 15 jüdische (= 1,91 %) und 761 katholische (= 96,70 %) Einwohner |
| • 1961: | 205 evangelische (= 14,25 %), 1228 katholische (= 85,34 %) Einwohner                                                         |

## Wappen
Das Astheimer Wappen trägt einen (silbernen) Ast auf rotem Grund. Die Form des äußeren Randes lässt sich in Ansätzen bereits auf einem Siegel von 1681 nachweisen. Die hier dargestellte Version des Wappens geht wohl zurück in das 19. Jahrhundert.

## Kultur und Sehenswürdigkeiten
In Astheim befindet sich die von dem örtlichen Beauftragten des Landesamtes für Denkmalpflege Hessen, Eugen Schenkel, begründete Sammlung archäologischer Funde. Die Sammlung wird von der am 16. März 2006 gegründeten Eugen-Schenkel-Stiftung betreut. In der Sammlung befinden sich Fundstücke von der Altsteinzeit bis in die Neuzeit aus dem gesamten Gebiet der Gemeinde Trebur.

### Vereine
Größter Verein des Ortes ist der SC 1948 Astheim e. V., der am 1. Juli 1948 gegründet wurde. Laut Vereinssatzung war es der Zweck dieses Vereins Fußball, Turnen und Gymnastik zu betreiben. 1955 musste der Turnbetrieb aufgegeben werden, 1961 musste auch der sonstige Spielbetrieb für drei Jahre eingestellt werden. Im Herbst 1964 wurde zunächst mit Sportlern aus Bauschheim eine Spielgemeinschaft betrieben, die drei Jahre bestand. 1968 wurde das Sportheim errichtet, welches auch Raum für Frauengymnastik und eine Tischtennisabteilung bot. Später konnte das Angebot um Volleyball erweitert werden, die Tischtennisabteilung trennte sich jedoch von dem Sportverein. In der Saison 1974/1975 konnte die erste Mannschaft Vizemeisterschaft erringen und die zweite Mannschaft Meister in der Verbandsrunde werden. 1976 konnte der Sport-Club den Aufstieg in die A-Klasse Darmstadt erreichen, zwei Jahre später folgte der Abstieg in die B-Klasse Groß-Gerau. Seit 1984 wird auch Jazzgymnastik angeboten. In der Saison 2005/2006 konnte der SC Astheim als Vizemeister der Kreisliga B, den Wiederaufstieg in die Kreisliga A Groß-Gerau erreichen.
Neben dem SC 1948 Astheim e. V. sind auch folgende Vereine in Astheim beheimatet:
- ACA – Astheimer Carneval Ausschuss 1949
- Anglerverein 1965 Astheim
- Ars Candanti Kammerchor Astheim
- Astemer Kerwegesellschaft 1988
- Astemer Kerweborsch wieder seit  2003
- Astheimer Schützenverein 1958
- Bauernverband Astheim
- Caritas-Ortsgruppe Astheim
- Damen-Kegelclub „Geselligkeit 1951“ Astheim
- Eagles Westerntanzgruppe Astheim
- Flohzirkus Astheim e. V.
- Förderverein St. Petrus in Ketten Astheim e. V.
- Freiwillige Feuerwehr Astheim
- Gesangverein Germania Bruderkette Astheim 1884 e. V.
- Männer-Kegelclub Edelweiß von 1946
- Kleintierzuchtverein Astheim
- Landfrauen Astheim
- Musikverein Astheim 1992 e. V.
- NABU Ortsgruppe Astheim
- Obst- und Gartenbauverein Astheim
- Ortsbauernverband Astheim
- VfH Astheim e. V.

### Regelmäßige Veranstaltungen
Am 27. Mai 2018 lag Astheim wieder, wie 2014, an der Fahrradroute der alle 2 Jahre stattfindenden Aktion „Der Kreis rollt“.

## Infrastruktur
- Astheim verfügt über einen Sportplatz mit Kunstrasen und Flutlichtanlage sowie einem angegliederten Kleinspielfeld. Darüber hinaus existiert eine gemeindeeigene Mehrzwecksporthalle.